# Snimanje i reprodukcija zvuka
Snimanje i reprodukcija zvuka je električni, mehanički, elektronski ili digitalni zapis i ponovno stvaranje zvučnih talasa, kao što su govorni glas, pevanje, instrumentalna muzika ili zvučni efekti. Dve glavne klase tehnologije za snimanje zvuka su analogno snimanje i digitalno snimanje.
Akustično analogno snimanje postiže se mikrofonskom dijafragmom koja registruje promene atmosferskog pritiska izazvane akustičkim zvučnim talasima i beleži ih kao mehanički prikaz zvučnih talasa na medijumu poput fonografskog snimka (u kojem igla useca brazde na snimku). Kod snimanja magnetnom trakom zvučni talasi vibriraju dijafragmu mikrofona i pretvaraju se u promenljivu električnu struju, koja se elektromagnetom pretvara u promenljivo magnetno polje, što omogućava prikaz zvuka kao magnetizovanih područja na plastičnoj traci sa magnetnim premazom na sebi. Analogna reprodukcija zvuka je obrnuti proces, sa većom membranom zvučnika koja uzrokuje promene atmosferskog pritiska radi formiranja akustičnih zvučnih talasa.
Digitalno snimanje i reprodukcija pretvara analogni zvučni signal koji mikrofon prihvata u digitalni oblik procesom uzorkovanja. Ovo omogućava da se audio podaci sačuvaju i prenose putem širokog spektra medija. Digitalno snimanje čuva audio kao niz binarnih brojeva (nula i jedinica) koji predstavljaju uzorke amplitude audio signala u jednakim vremenskim intervalima, sa dovoljnom brzinom uzorkovanja da se prenesu svi zvukovi koji se mogu čuti. Digitalni audio signal mora biti pretvoren u analogni oblik tokom reprodukcije pre nego što se pojača i poveže sa zvučnikom za proizvodnju zvuka.
Pre razvoja zvučnih zapisa, postojali su mehanički sistemi, poput muzičkih kutija na navijanje i kasnije, automatskih klavirski svirači, za kodiranje i reprodukciju instrumentalne muzike.

## Rana istorija
Dugo pre nego što je zvuk prvi put snimljen, muzika je snimana — prvo pisanim notnim zapisom, zatim i mehaničkim uređajima (npr. muzičke kutije na navijanje, u kojima mehanizam okreće vreteno, koje okida metalne zupce, čime se reprodukuje melodija). Automatska reprodukcija muzike seže u 9. vek, kada su braća Banu Musa izmislila najraniji poznati mehanički muzički instrument, u ovom slučaju, orgulje na hidropogon (na vodeni pogon) koje su svirale zamenljivim cilindrima. Prema Čarlsu B. Fauleru, ovaj „...cilindar sa podignutim iglicama na površini ostao je osnovni uređaj za mehaničku proizvodnju i reprodukciju muzike sve do druge polovine devetnaestog veka“. Braća Banu Musa takođe su izmislila automatski svirač flaute, koji je bio prva programabilna mašina.
Rezbarije u kapeli Roslin iz 1560-ih mogu predstavljati rani pokušaj da se snime Hladnijevi obrasci proizvedeni zvukom u kamenim prikazima, iako ova teorija nije pouzdano dokazana.
Sajamske orgulje, razvijene 1892. godine, koristile su sistem presavijenih harmonika bušenih kartonskih knjiga. Mehanički piano, koji je prvi put demonstriran 1876. godine, koristio je svitak od bušenog papira koji je mogao da čuva dugačko muzičko delo. Najsofisticiranije rolne za klavir bile su „ručno svirane“, što znači da su bile duplikati master rolne koja je napravljena na specijalnom klaviru, koji je bušio rupe na masteru dok je izvođač uživo svirao pesmu. Dakle, rolna je predstavljala snimak stvarnog nastupa pojedinca, a ne samo češći metod bušenja master rolne kroz transkripciju notnog zapisa. Ova tehnologija za snimanje živog nastupa na klavirsku rolnu nije razvijena sve do 1904. Klavirske rolne su bile u kontinuiranoj masovnoj proizvodnji od 1896. do 2008. godine. U predmetu Vrhovnog suda SAD iz 1908. godine navedeno je da je samo 1902. bilo proizvedeno između 70.000 i 75.000 mehaničkih klavira i između 1.000.000 i 1.500.000 rolni za klavir.

## Literatura
- Barlow, Sanna Morrison. Mountain Singing: the Story of Gospel Recordings in the Philippines. Hong Kong: Alliance Press, 1952. 352 p.
- Carson, B. H.; Burt, A. D.; Reiskind, and H. I., „"A Record Changer And Record Of Complementary Design"”. Архивирано из оригинала 22. 11. 2011. г., RCA Review, June 1949
- Coleman, Mark (2003). Playback: from the Victrola to MP3, 100 years of music, machines, and money. Da Capo Press. ISBN 978-0-7867-4840-2.,
- Gaisberg, Frederick W., "The Music Goes Round", [Andrew Farkas, editor.], New Haven, Ayer, 1977.
- Gelatt, Roland (1977). The Fabulous Phonograph, 1877-1977. Second rev. ed., [being also the] First Collier Books ed., in series, Sounds of the Century. New York: Collier. ISBN 978-0-02-032680-9.1977. 349 p., ill.
- Gronow, Pekka, Frith, Simon (2004). „The Record Industry: The Growth of a Mass Medium”. Popular Music: Critical Concepts in Media and Cultural Studies. Psychology Press. стр. 53—75. ISBN 9780415299053., Popular Music, Vol. 3, Producers and Markets (1983),, Cambridge University Press.
- Gronow, Pekka, and Saunio, Ilpo (1998). An International History of the Recording Industry. Cassell. ISBN 978-0-304-70173-5., [translated from the Finnish by Christopher Moseley], London ; New York : Cassell.
- Lipman, Samuel,"The House of Music: Art in an Era of Institutions", 1984. See the chapter on "Getting on Record", pp. 62–75, about the early record industry and Fred Gaisberg and Walter Legge and FFRR (Full Frequency Range Recording).
- Millard, Andre J., „" From Edison to the iPod"”. Архивирано из оригинала 12. 03. 2010. г., UAB Reporter, 2005, University of Alabama at Birmingham.
- Milner, Greg, Faber & Faber; 1 edition (June 9). Milner, Greg (2009). "Perfecting Sound Forever: An Aural History of Recorded Music". Farrar, Straus and Giroux. ISBN 978-0-571-21165-4.. Cf. pp. 14 on H. Stith Bennett and "recording consciousness".
- Moogk, Edward Balthasar. Roll Back the Years: History of Canadian Recorded Sound and Its Legacy, Genesis to 1930. Ottawa, Ont.: National Library of Canada, 1975. N.B. ISBN 978-0-660-01382-4..: In part, also, a bio-discography; the hardback ed. comes with a "phonodisc of historical Canadian recordings" (33 1/3 r.p.m., mono., 17 cm.) that the 1980 pbk. reprint lacks. (pbk.)
- Moogk, Edith Kathryn (1988). Title Index to Canadian Works Listed in Edward B. Moogk's "Roll Back the Years, History of Canadian Recorded Sound, Genesis to 1930", in series, C.A.M.L. Occasional Papers, no. 1. Ottawa, Ont.: Canadian Association of Music Libraries, 1988. N.B. Canadian Association of Music Libraries. ISBN 978-0-9690583-3-5..: Title and fore-matter also in French; supplements the index within E. B. Moogk's book.
- Read, Oliver, and Walter L. Welch, Read, Oliver; Welch, Walter Leslie (1976). From Tin Foil to Stereo: Evolution of the Phonograph, Second ed., Indianapolis, Ind.: H.W. Same & Co., 1976. N.B. H. W. Sams. ISBN 978-0-672-21205-5..: This is an historical account of the development of sound recording technology. pbk.
- Read, Oliver. The Recording and Reproduction of Sound., Indianapolis, Ind.: H.W. Sams & Co., 1952. N.B.: This is a pioneering engineering account of sound recording technology.
- "Recording Technology History: notes revised July 6, 2005, by Steven Schoenherr" на сајту  (архивирано 2010-03-12), San Diego University
- St-Laurent, Gilles, (јануар 1991). „Notes on the Degradation of Sound Recordings”. National Library [of Canada] News. 13 (1). , pp. 1, 3-4.
- Weir, Bob;  . Century of Sound: 100 Years of Recorded Sound, 1877-1977.. Executive writer, Bob Weir; project staff writers, Brian Gorman, Jim Simons, Marty Melhuish. [Toronto?]: Produced by Studio 123, cop. 1977. N.B.: Published on the occasion of an exhibition commemorating the centennial of recorded sound, held at the fairground of the annual Canadian National Exhibition, Toronto, Ont., as one of the C.N.E.'s 1977 events. Without ISBN
- McWilliams, Jerry (1979). The Preservation and Restoration of Sound Recordings. American Association for State and Local History. ISBN 978-0-910050-41-8.. Nashville, Tenn.: American Association for State and Local History.
- Encyclopedia of Recorded Sound (2 Vols.) (2nd изд.). Routledge. 2005.
- Bennett, H. Stith, On Becoming a Rock Musician. Amherst: University of Massachusetts Press. 1980. ISBN 0-87023-311-4..
- Middleton, Richard (1990/2002). . Studying Popular Music. Philadelphia: Open University Press. 1990. ISBN 0-335-15275-9.
- Milner, Greg, Milner, Greg (9. 6. 2009). „Perfecting Sound Forever: An Aural History of Recorded Music”. Farrar, Straus and Giroux. ISBN 978-0-571-21165-4 https://books.google.com/books?id=KuPkMAsPDQQC. Недостаје или је празан параметар |title= (помоћ), Faber & Faber; 1 edition (June 9, 2009). . Cf. p. 14 on H. Stith Bennett and "recording consciousness".
- „"Recording Technology History: notes revised July 6, 2005, by Steven Schoenherr"”. Архивирано из оригинала 12. 03. 2010. г., San Diego University (archived 2010)
- Apel, Willi (1961). The Notation of Polyphonic Music, 900–1600. Publications of the Mediaeval Academy of America, no. 38 (5th revised and with commentary изд.). Cambridge, Mass.: Mediaeval Academy of America.
- Bagley, Robert (26. 10. 2004). The Prehistory of Chinese Music Theory (Говор). Elsley Zeitlyn Lecture on Chinese Archaeology and Culture. British Academy's Autumn 2004 Lecture Programme. London: British Academy. Архивирано из оригинала 9. 6. 2008. г. Приступљено 30. 5. 2010.
- Bhandarkar, D. R. (1913—1914). „28. Kudimiyamalai inscription on music”.  Ур.: Konow, Sten. Epigraphia Indica. 12. стр. 226—237.
- Christensen, Thomas (2002). The Cambridge History of Western Music Theory. Cambridge and New York: Cambridge University Press.
- Chrysanthos of Madytos (1832). Theoritikón méga tís Mousikís Θεωρητικὸν μέγα τῆς Μουσικῆς [Great Theory of Music]. Tergeste: Michele Weis. Приступљено 11. 4. 2012.
- Cogan, Robert (1976). Sonic Design The Nature of Sound and Music. New Jersey: Prentice Hall. ISBN 0-13822726-8.
- Edwards, Paul (2009). How to Rap: The Art & Science of the Hip-Hop MC. foreword by Kool G. Rap. Chicago: Chicago Review Press.
- Edwards, Paul (2013). How to Rap 2: Advanced Flow and Delivery Techniques. foreword by Gift of Gab. Chicago: Chicago Review Press.
- Floros, Constantin; Moran, Neil K. (2009). The Origins of Russian Music: Introduction to the Kondakarian Notation. Frankfurt am Main etc.: Peter Lang. ISBN 9783631595534.
- Gnanadesikan, Amalia E. (2011). The Writing Revolution: Cuneiform to the Internet. John Wiley & Sons. ISBN 9781444359855. Приступљено 20. 9. 2016.
- Hall, John; Neitz, Mary Jo; Battani, Marshall (2003). Sociology on Culture. London: Routledge. ISBN 978-0-415-28484-4.
- Isidore of Seville (2006). The Etymologies of Isidore of Seville (PDF). Translated with introduction and notes by Stephen A. Barney, W. J. Lewis, J. A. Beach, and Oliver Berghof, with the collaboration of Muriel Hall. Cambridge and New York: Cambridge University Press. ISBN 978-0-521-83749-1.

## Spoljašnje veze
- Straw, Will; Kallmann, Helmut; Edward B. Moogk. „Recorded sound production”. Encyclopedia of Music in Canada. Приступљено 19. 8. 2019.